# St. Antonius (Berlin-Friedrichshain)

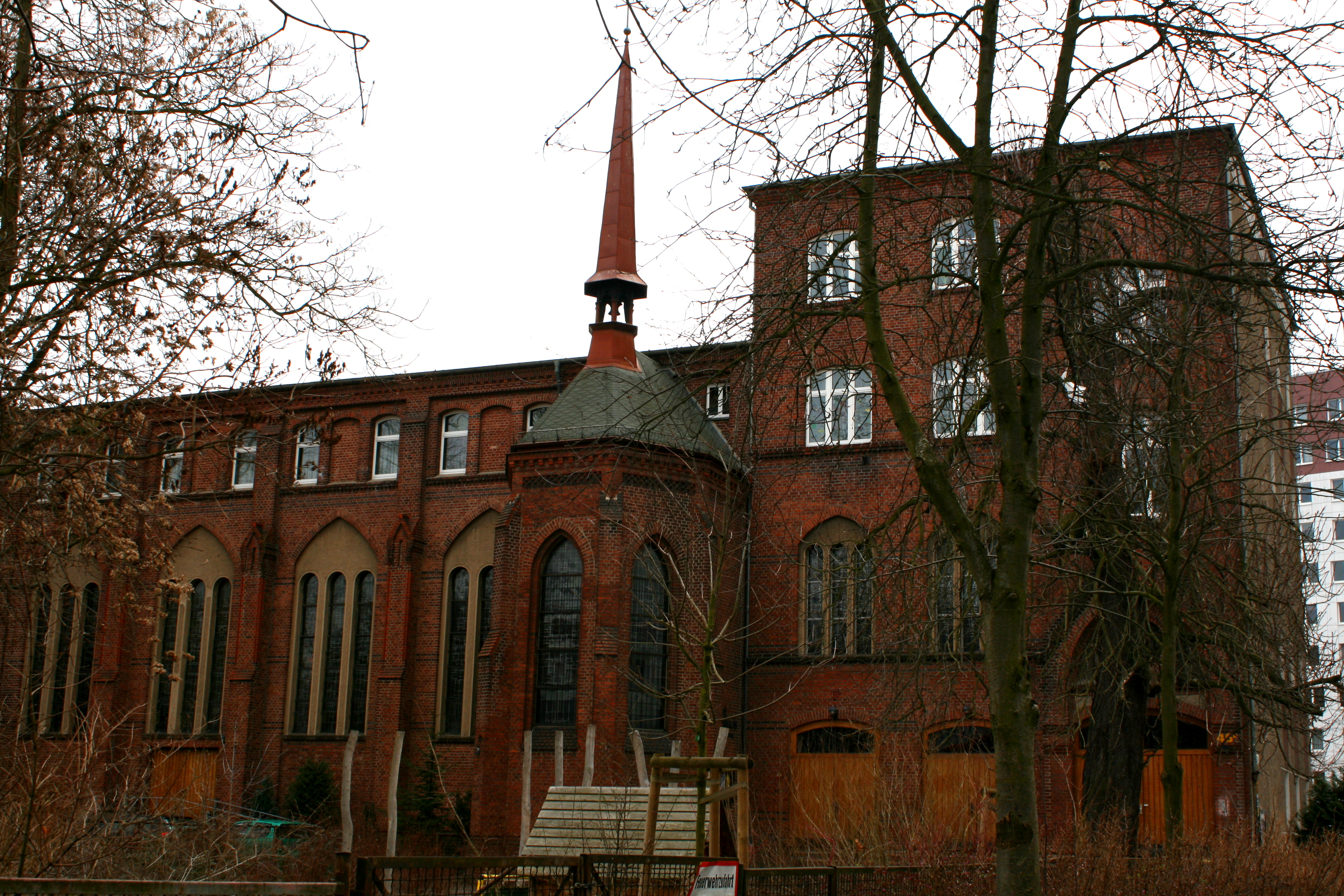
St.-Antonius-Kirche von der Rüdersdorfer Straße aus

Die Sankt-Antonius-Kirche ist eine römisch-katholische Kirche im Ortsteil Friedrichshain des Berliner Bezirks Friedrichshain-Kreuzberg. Sie befindet sich an der Rüdersdorfer Straße und steht unter Denkmalschutz.

## Geschichte
Das Gebäude, in dem sich die heutige Sankt-Antonius-Kirche befindet, wurde 1897/98 als Leo-Hospiz, benannt nach Papst Leo XIII., nach Entwürfen von Hermann Bunning erbaut. Es handelt sich um einen Backsteinbau, an dem seitlich ein kleiner Chor mit Dachturm angefügt ist. Das Hospiz, entstanden im Auftrag der Friedrichshainer Arbeitervereine, sollte es katholischen Einwanderern aus den östlichen Staaten erleichtern, in der neuen Heimat Berlin, die bis heute vor allem evangelisch geprägt ist, heimisch zu werden.

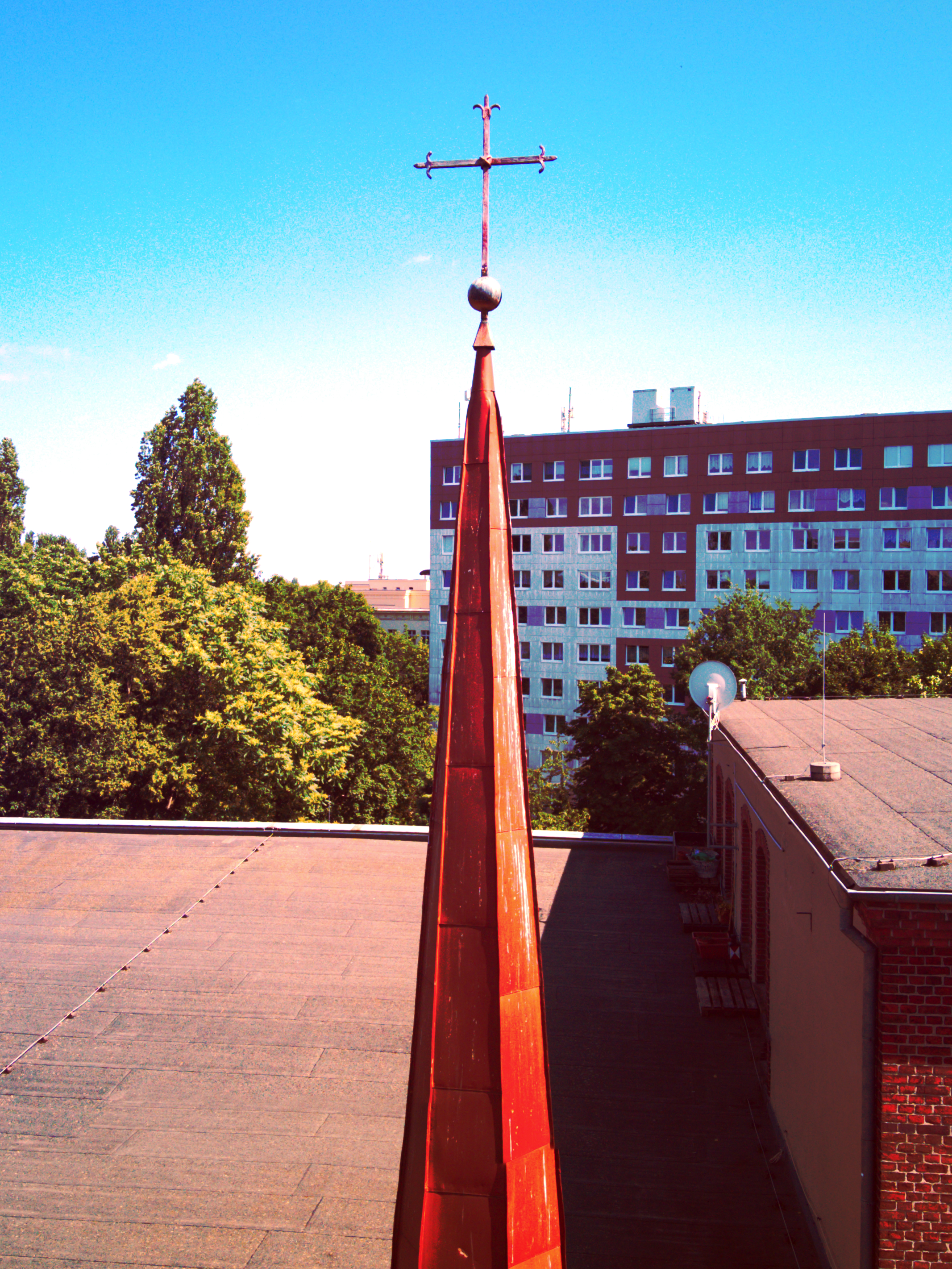
Turmkreuz der St.-Antonius-Kirche in Berlin-Friedrichshain

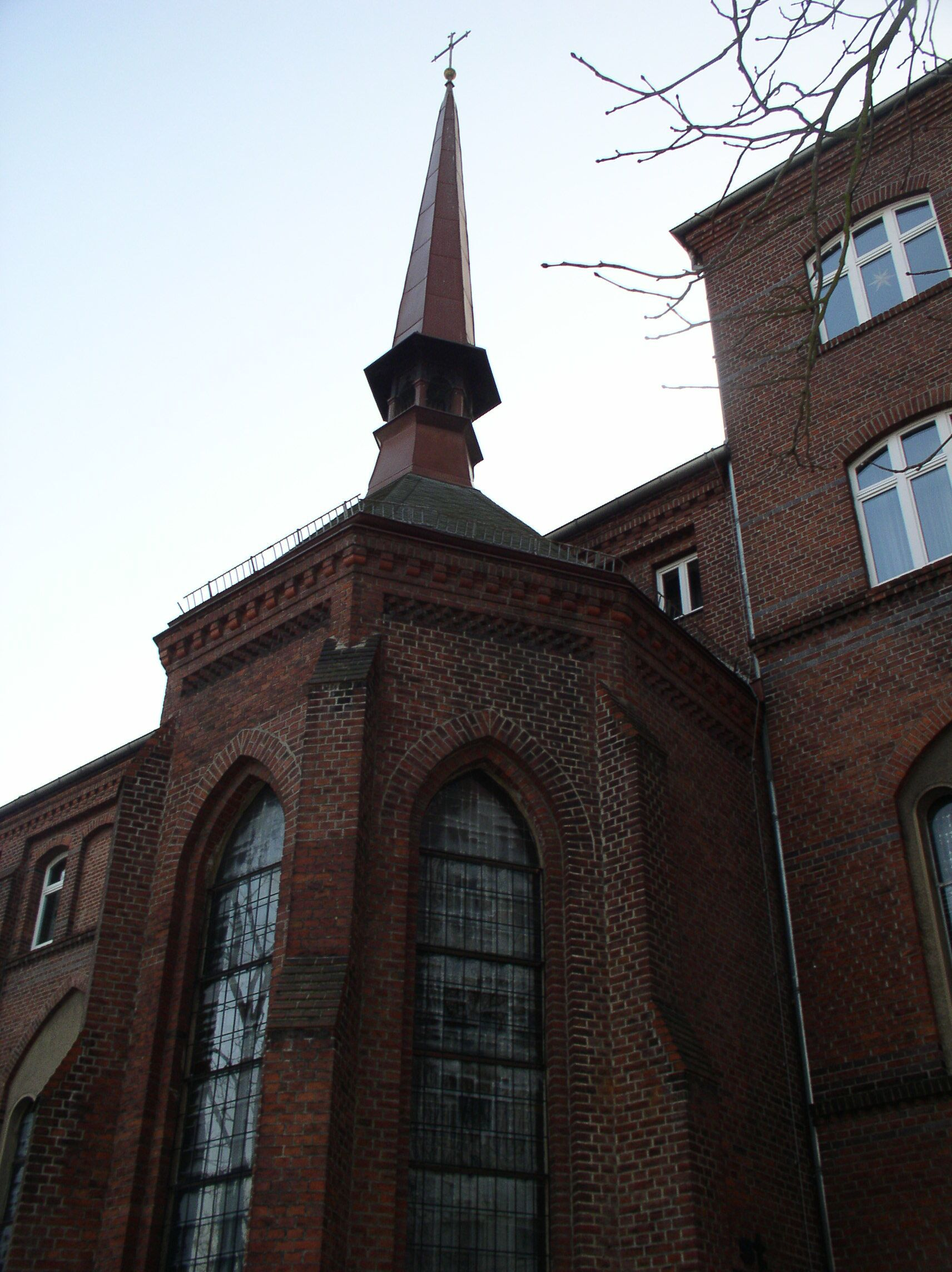
Detailansicht des Chors mit Dachturm

Der Chor des Gebäudes diente als Kapelle und konnte mittels einer Faltwand um einen großen Mehrzwecksaal im Hospizgebäude vergrößert werden. Die Kapelle wurde nach dem heiligen Franziskaner Antonius von Padua benannt. Die neu entstandene St.-Antonius-Gemeinde wurde Eigentümer des Gebäudes. Im Jahr 1909 wurde der Hospizbetrieb aufgegeben und der Mehrzwecksaal zu einem Kirchenraum umgebaut, wobei ein Altar an der schmalen Nordseite entstand. In den 1920er-Jahren bauten Wilhelm Fahlbusch und Heinrich Schelhasse die Kirche erneut um. 1944 wurde die Kirche von Bomben beschädigt, konnte jedoch 1952 bereits wieder geweiht werden.
Im Jahr 1970 wurde an der Rüdersdorfer Straße ein 11-geschossiges und langgezogenes Wohnhaus errichtet, für das auch das Vorderhaus vor der Kirche entfernt wurde. Dadurch konnte die Kirche nicht mehr direkt erreicht werden. Sie steht seitdem von der Rüdersdorfer Straße nicht mehr sichtbar hinter der Wohnanlage. Der Gottesdienstsaal wurde aufgestockt, um die verlorenen Räume zu ersetzen, zugleich wurde die Kirche wieder umgebaut. Der Altar befindet sich seitdem an der Ostwand, die keine Fenster aufweist, außerdem wurden von Alfons Bittner zwölf farbige Fenster entworfen.
Die Gemeinde von St. Antonius fusionierte 2003 mit der Gemeinde von St. Pius zur Pfarrei St. Antonius, deren Pfarrkirche aber St. Pius war. Zum 1. Januar 2022 erfolgte eine weitere Fusion mit der benachbarten Gemeinde St. Mauritius zu einer neuen Pfarrei St. Mauritius. Im Rahmen des Prozesses „Wo glauben Raum gewinnt“ wurde die Kirche in den pastoralen Raum Berlin-Friedrichshain-Lichtenberg angeschlossen.
Pfarrer der Gemeinde ist Winfried Onizazuk (Stand 5/2024).